# Enoléterek

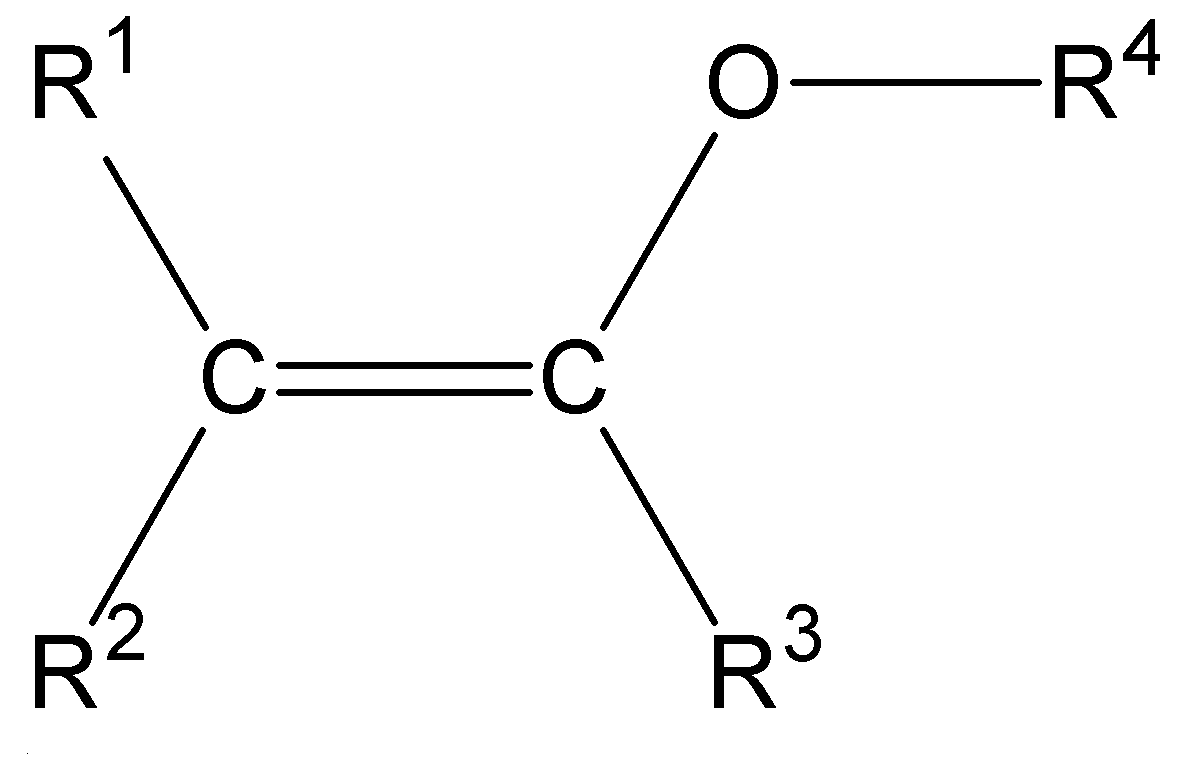
Az enoléterek általános szerkezete

Az enoléterek alkoxi szubsztituenst tartalmazó alkének. Általános szerkezetük {\displaystyle {\ce {R_1(R_2)C=C(R_3)-O-R_4}}}, ahol az R alkil- vagy arilcsoportot jelöl. Az enoléterek és enaminok úgynevezett aktivált, más néven elektronban gazdag alkének, mivel – a megfelelő oxóniumionnal mezomer szerkezetet képezve – az oxigénatom elektront donál a kettős kötésbe. Emiatt bizonyos szerves reakciókban – például a Diels–Alder-reakcióban – reakcióképes szubsztrátok. Az enoléterek a megfelelő enolát éterének is tekinthetők, innen származik a nevük is. Két egyszerű enoléter a metil-vinil-éter és a 2,3-dihidrofurán.

## Fordítás
Ez a szócikk részben vagy egészben  az   Enol ether című angol Wikipédia-szócikk ezen változatának fordításán alapul.  Az eredeti cikk szerkesztőit annak laptörténete sorolja fel. Ez a jelzés csupán a megfogalmazás eredetét és a szerzői jogokat jelzi, nem szolgál a cikkben szereplő információk forrásmegjelöléseként.